# Storia del settore bancario
La storia della banca è lo studio dello sviluppo delle banche e dell'attività bancaria nei secoli, considerando come banche gli enti di varia natura che si sono occupati in modo sistematico del deposito e del trasferimento di denaro, nonché della concessione di prestiti.

## Le prime forme di attività bancaria
Arcaico o quasi bancario iniziato tra l'ultima parte del 4° millennio aC. e il 3° millennio a.C. mediante l'uso di templi come banche. Sia presso i Babilonesi sia presso i Greci i templi furono importanti prestatori. Da un lato essi prestavano quanto ricevuto in offerta dai fedeli; inoltre, grazie alla loro sacralità e inviolabilità, all'interno del recinto dei templi venivano collocati anche i "tesori", ovvero gli edifici che custodivano le riserve auree e argentee degli stati. Il santuario, a sua volta, avendo a disposizione queste grosse quantità di denaro, le prestava su interesse.
Tipici esempi di questi santuari-banca furono l'E-babbara di Sippar (dedicato a Šamaš) in ambito mesopotamico, l'Artemisio di Efeso e il Santuario di Delfi nella Grecia classica, il santuario di Apollo a Delo in età ellenistica.
A un livello più basso vi erano i banchi dei "trapeziti" (Τραπεζίται) in Grecia e degli argentarii a Roma, i quali svolgevano ufficialmente l'attività di cambiavalute, ma in realtà ricevevano denaro in deposito su interesse, e a loro volta lo prestavano a un interesse più alto.
Un caso particolare fu quello dell'Antico Egitto. Questa civiltà conobbe tardi un'economia monetaria. L'economia si fondava invece sui cereali, che venivano conservati nei granai statali. I pagamenti (a partire da quello degli stipendi) avvenivano mediante distribuzione di un quantitativo di cereali e di una botte di birra. Questi cereali venivano ritirati dal granaio-banca solo quando dovevano essere effettivamente consumati.

## Restrizioni religiose sul prestito a interesse
Nonostante la Chiesa avesse introdotto il divieto di prestito su interesse, fra le istituzioni che esercitavano il credito nel Medioevo c'erano i monasteri e soprattutto l'Ordine templare. L'attività bancaria dei Templari era nata dal fatto che gli stessi avessero fortezze ben difese sia in Europa occidentale, sia in Terrasanta, dove custodivano le proprie ricchezze. Perciò i pellegrini e i crociati, sia all'andata sia al ritorno, affidavano il proprio denaro ai Templari del luogo di partenza e ne ricevevano l'equivalente a destinazione, evitando i rischi del trasporto per mare. Il Tempio funse da banchiere e tesoriere in particolar modo per i re di Francia.
Accanto a questi grandi finanziatori c'erano i piccoli operatori di professione. Innanzitutto erano attivi gli ebrei, i quali, a causa del divieto fatto ai cattolici di prestare su interesse e del fatto che invece il commercio e il credito fossero fra le poche occupazioni permesse agli Ebrei, si specializzarono nell'attività di prestatori su pegno.

## Europa medievale
Con la Rinascita dell'anno Mille l'economia crebbe e sorsero i comuni in Italia settentrionale, chiamata all'epoca nel suo insieme Lombardia. "Longobardi" furono dunque chiamati i mercanti e gli usurai che da quell'area si erano diffusi nell'Europa settentrionale. La parola lombard indica ancor oggi il prestatore su pegno in alcune lingue dell'Europa settentrionale, mentre Lombard Street è ancora il nome di una delle principali strade della City di Londra. "Lombardi" ed ebrei furono perciò accomunati nell'antipatia popolare. Un terzo gruppo dedito al prestito a usura e perciò di cattiva reputazione erano i cosiddetti "caorsini", ricordati anche da Dante.
Fra i comuni dell'Italia settentrionale si distinse quello della Repubblica di Genova, che istituì i primi prestiti, detti compere, fin dal 1149, in cui lo stato impegnava una parte dei redditi ordinari a pagamento del frutto annuo verso una società di cittadini che anticipavano il capitale, obbligandosi a restituire il capitale entro il termine prestabilito.

### La nascita delle banche private nel Medioevo

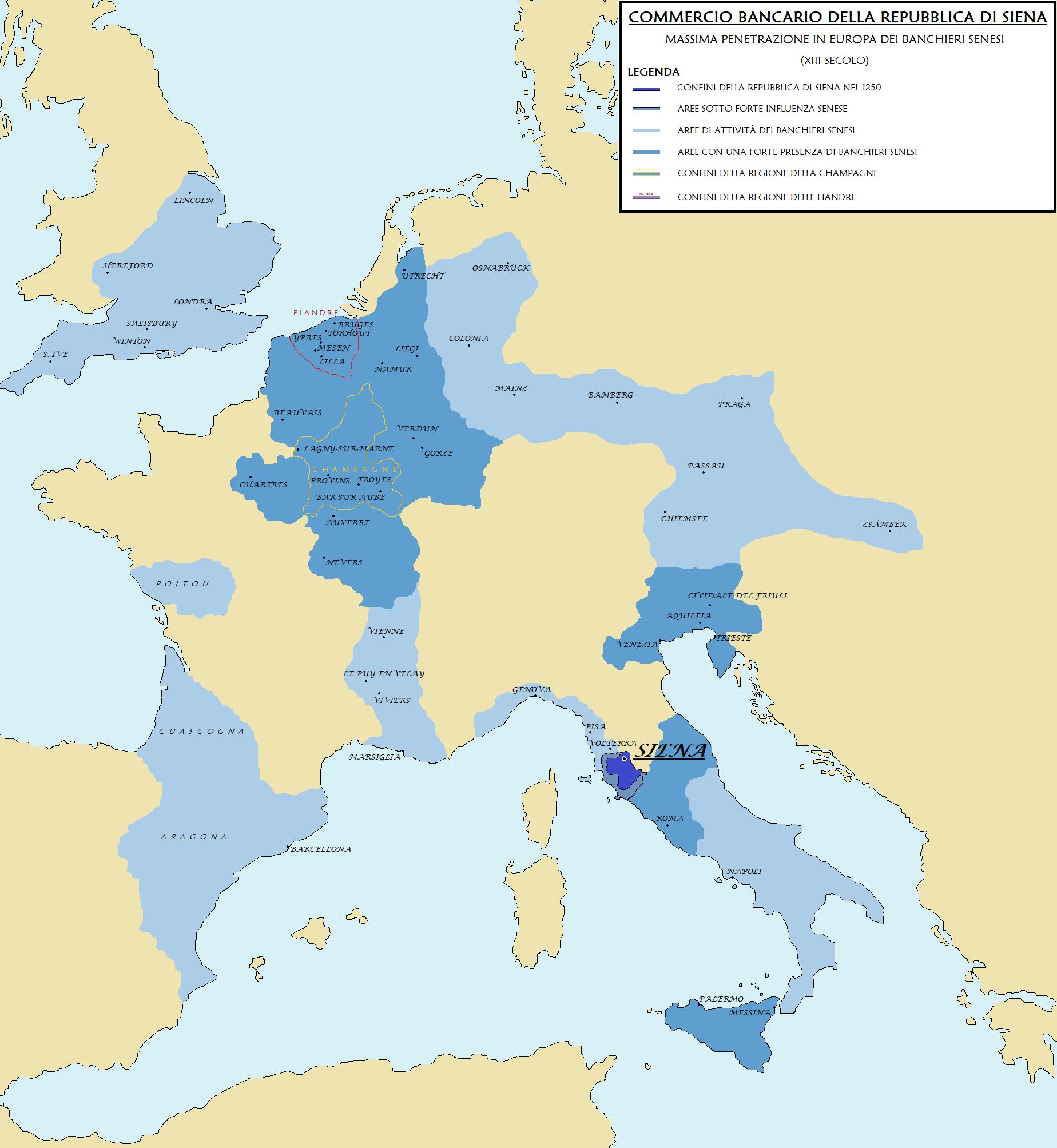
Mappa della massima penetrazione in Europa della Gran Tavola dei Bonsignori e degli altri maggiori banchieri della Repubblica di Siena nel XIII secolo

Per buona parte del Medioevo e del Rinascimento le piazze finanziarie più importanti del mondo erano Genova e Venezia.
Rialto rappresentava la quintessenza della ricchezza accumulata e il Campo di San Giacometto era paragonabile alla Wall Street odierna. Venezia aveva il monopolio delle merci che vi transitavano tra oriente e occidente e i carichi arrivavano a San Marco. Vi si commerciava di tutto, dalle pietre preziose alle stoffe più pregiate a qualunque sorta di spezia o bene alimentare e i banchieri finanziavano le operazioni commerciali investendo i soldi loro e dei depositanti.
Quello che avviene a Rialto nel 1400 è il primo esempio di Borsa Internazionale dove vengono scambiati capitali e finanziati con capitali a rischio attività economiche: siamo alle origini delle banche di investimento.
Va fatto notare che nel 1183 il Doge di Venezia Sebastiano Ziani costrinse Federico Barbarossa, con la Pace di Costanza, a rinunciare alla Sovranità monetaria in Italia fino a costringerlo a ritirare le coniazioni imperiali e concedendo alle città il diritto di battere la propria moneta.
Venezia riesce ad avere il monopolio della moneta sostituendo la propria a quella bizantina e alle altre monete italiane. Il Ducato Veneziano d'oro diventa successivamente la moneta dominante nel grande commercio assieme al fiorino. Venezia aveva di fatto imposto la moneta d'oro dove in cambio riceveva l'argento che trasportava in quantità enormi verso oriente, in cambio ricevendo oro facendo l'arbitraggio sulla differenza dei prezzi. Questo provocò problemi alle bilance dei pagamenti dell'Inghilterra e delle Fiandre. Attorno al 1325-1345 il prezzo dell'oro crolla mentre sale quello dell'argento. Venezia ne ha in grandi quantità a differenza di Edoardo III d'Inghilterra che ha preso in prestito diversi capitali dai banchieri fiorentini Bardi e Peruzzi. Incomincia la gestione di un cosiddetto Non performing loans che portò all'insolvenza delle banche fiorentine e successivamente anche di Firenze nel 1345.

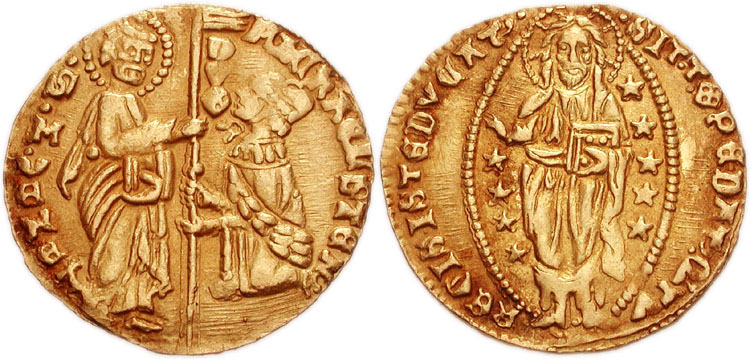
Ducato Veneziano del 1400

Le banche fiorentine dei Bardi, dei Peruzzi e degli Acciaiuoli, erano ramificate in tutta Europa: la Compagnia de' Bardi, per esempio, aveva filiali a Barcellona, Siviglia, Maiorca, a Parigi, Avignone, Nizza, Marsiglia, a Londra, Bruges, a Costantinopoli, Rodi, Cipro e Gerusalemme.
Queste tre compagnie facevano prestiti anche al re di Francia, a quello d'Inghilterra e a quello di Napoli. L'interesse dei fiorentini a finanziare le guerre di conquista dei re d'Inghilterra era collegato al fatto che essi in cambio acquisivano il controllo della lana inglese, necessaria per l'arte della lana di Firenze.
Un altro fattore importante dello sviluppo bancario fu la fine della Casa di Svevia: i comuni italiani si poterono sviluppare pienamente, e con la soppressione dei Templari nel 1318 venne meno un importante concorrente. Alla fine del Duecento la più grande banca europea era la Gran Tavola dei Bonsignori di Siena.
La grande banca non nacque, tuttavia, dai banchi di cambiavalute che facevano prestiti, bensì dalle grandi compagnie commerciali che reimpiegavano i loro profitti dandoli in prestito. Non si trattava perciò di banche "pure", come invece era la Gran Tavola. A partire dalla fine del XII secolo si formò un flusso di capitale che, partendo dalle regioni più ricche di moneta, in particolare l'Italia centro-settentrionale, si dirigeva verso altre regioni d'Europa in cui vi era richiesta di denaro. Tra i primi a guidare questo movimento furono gli astigiani che già da anni frequentavano le fiere di Champagne e che diedero inizio a diverse attività di mercatura e prestito in Francia e nelle Fiandre.
Nel Quattrocento la più importante compagnia bancaria fu il Banco dei Medici, ramificato a Roma, Venezia, Milano, Barletta, Napoli, Pisa Nizza, Avignone, Lione, Ginevra, Parigi, Bruges, Londra, Maiorca, Tunisi, e che faceva prestiti ai Papi, ai re di Francia e d'Inghilterra, ai duchi di Borgogna. Anche nel caso dei Medici la ricchezza era stata accumulata in altri ambiti, grazie al monopolio dell'allume e alla fabbricazione dei panni di lana.
Concorrenti dei Medici furono altri banchieri fiorentini come i Pazzi e gli Strozzi, ma anche senesi come i Chigi.
A Venezia era attivo anche il banchiere ebraico Anselmo del Banco che diede origine successivamente alla famiglia dei banchieri Warburg (famiglia) che ebbero un ruolo importante nella creazione della Federal Reserve System, l'odierna banca centrale americana.
Il 1499 è un annus horribilis per Venezia: impegnata in due guerre contemporaneamente, una per terra in Lombardia e una per mare contro gli ottomani, si ritrova pure a dover contrastare il panico scatenato dai fallimenti bancari. In gennaio una corsa al prelievo fa saltare il banco Garzoni, uno dei più importanti della città. È l’ambasciatore di Milano, il vescovo Cristoforo Lattuada, a spiegare in tempo reale quanto stia accedendo. In una lettera mandata a Ludovico il Moro annota: "Questa matina el bancho di Garzoni, quasi primo bancho di questa terra, è fallito".  Qualche mese dopo è il turno del Banco Lippomano, racconta il cronista Domenico Malipiero che la Serenissima Signoria decide di sostenere il banco approvando uno stanziamento di dieci mila ducati, utilizzando fondi che lo stato ha ricevuto in prestito da privati.
Il fallimento del Banco ebraico Lippomano  (che conta 1.248 clienti, 700 dei quali patrizi) ne fa fallire diversi altri, ad esempio quello di Maffeo Soranzo, che commercia e raffina argento per loro conto, e due banchi di cambiavalute. Intanto il banco Agostini restituisce buona parte dei suoi depositi, mentre si fa sempre più forte la pressione sul banco Pisani, un'altra banca di primaria grandezza che però sopravviverà alla crisi.

### Monti e monti di pietà

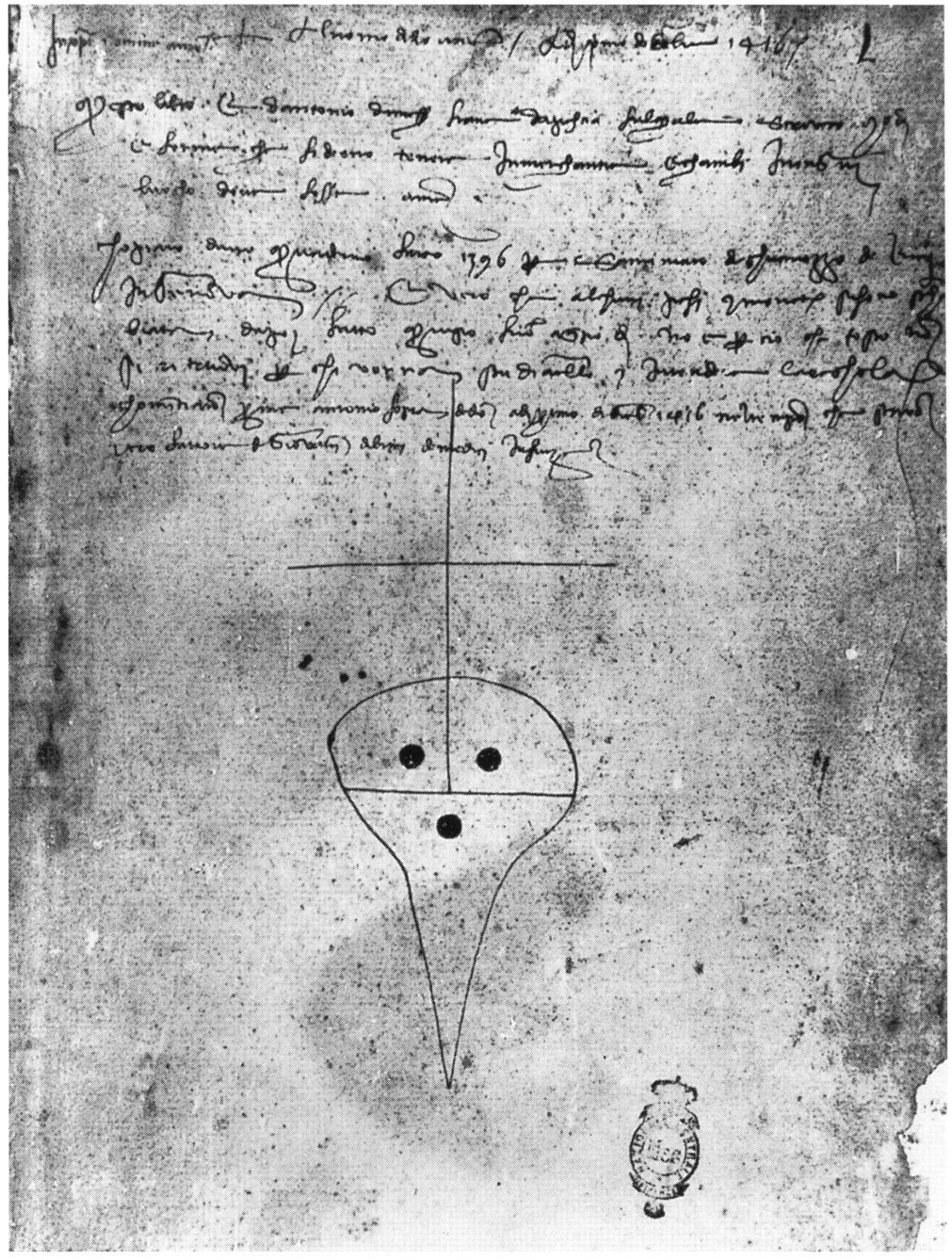
Marchio della Banca dei Medici, Firenze (1416)

Negli stessi secoli nacque una nuova istituzione, specializzata nel concedere prestiti al proprio stato. Inizialmente ogni volta che lo stato chiedeva un prestito si formava una sorta di società, detta "monte" o "compera", fra i prestatori. Successivamente le società costituite per i singoli prestiti furono riunite in una sola per ogni stato: sorsero in questo modo il Monte Comune di Firenze (1343) e la Casa delle compere e dei banchi di San Giorgio di Genova (1407), che racchiuse le compere attive fin dal 1149. Nella Repubblica di Venezia i Monti di Pietà senza interessi non nacquero mai in quanto avrebbero sostituito il prestito condotto dai banchi ebrei troppo importanti per la Repubblica stessa. Solamente nel 1806, sotto Napoleone Bonaparte, fu istituito un Banco Pignoratizio Comunale.
Monti del debito pubblico continuarono a essere costituiti anche nei secoli successivi. Alcuni si trasformarono in banche e proseguirono l'attività anche dopo che non fungevano più da prestatori dello stato, come il Banco di Santo Spirito di Roma (1605) e il Monte dei Paschi di Siena (1624). Nel Quattrocento i re d'Aragona permisero la costituzione delle Taules de canvi di Barcellona (1401), Valencia (1407) e Gerona (1445) per raccogliere il denaro da prestare allo stesso re per le sue imprese di guerra e di pace. Nelle taules de cambi si ravvisano le prime "banche pubbliche", mentre i "monti" di per sé non sono considerati tali, sebbene a vari monti fosse annesso, dalla fondazione o in seguito, un banco.
Accanto ai monti che facevano prestito allo stato, nel Quattrocento nacquero anche i monti di pietà. Tali istituzioni erano state ideate dai frati francescani con l'intento di sottrarre le persone bisognose alla dipendenza dagli usurai. Il primo monte di pietà è considerato quello di Perugia del 1462, degno di nota per importanza quello di Genova del 1483, che diede poi origine alla cassa di risparmio genovese. Da alcuni monti di pietà hanno tratto origine grandi banche come la Banca Carige, il Banco di Napoli e l'Istituto Bancario San Paolo di Torino.

## L'espansione tra XV e XVII secolo

### I banchieri del Rinascimento

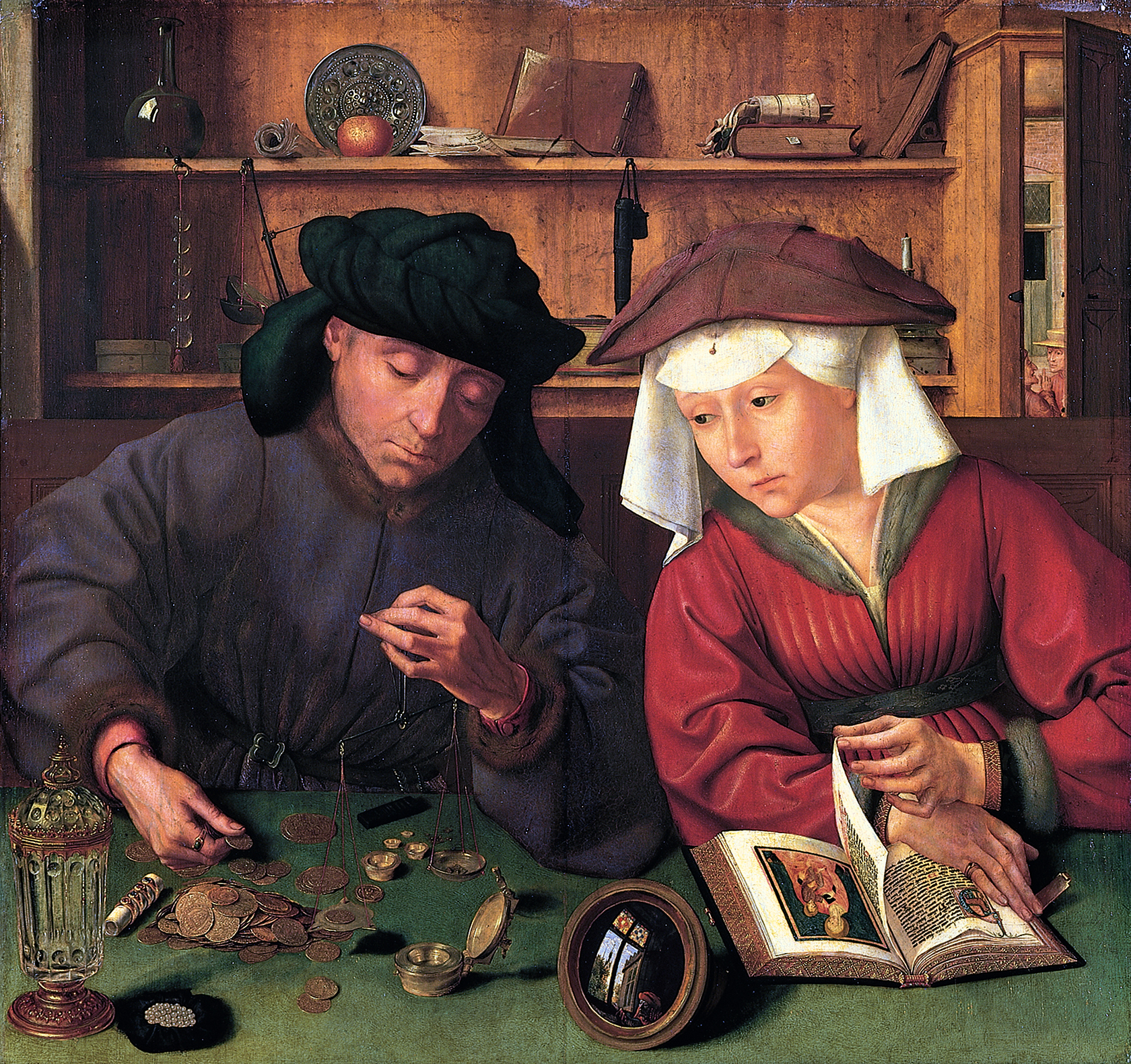
Quintino Metsys, Il banchiere e sua moglie

Gli imperatori Massimiliano I e Carlo V ricorsero al prestito della famiglia Fugger di Augusta. Anche quella dei Fugger era una tipica compagnia commerciale: la loro attività principale era quella mineraria, con particolare riferimento alle miniere d'argento del Tirolo, dalle quali si estraeva il metallo per la coniazione dei fiorini, dei talleri, dei marchi. I Fugger controllavano anche la produzione europea di piombo, di rame e di mercurio. Dato il loro legame con la casa d'Asburgo avevano sedi a Innsbruck, Vienna, Ofen (odierna Budapest), Breslavia, Anversa, Milano, Madrid e Siviglia, ma anche fuori dei domini asburgici a Salisburgo, Norimberga, Lipsia, Francoforte, Colonia, Danzica, Cracovia, Londra, Roma, Venezia, Lisbona.
Accanto ai Fugger bisogna ricordare almeno un'altra grande dinastia di banchieri di Augusta, quella dei Welser.
A partire dal regno di Filippo II i più grandi prestatori della Corona spagnola divennero i banchieri genovesi, tanto che gli storici spagnoli chiamano il periodo 1528-1627 "siglo de los Genoveses". Fra le famiglie liguri più attive in ambito bancario ci furono gli Spinola, i Grimaldi, i Giustiniani, i Doria, i Centurione.
I Fugger criticavano i banchieri genovesi, dicendo che commerciare coi genovesi era commerciare con la carta (mit Papier), mentre con i Fugger si commerciava in moneta sonante (Baargeld): non si rendevano conto che l'economia si stava spostando dal metallo ai titoli rappresentativi.

### Le banche pubbliche di deposito e di giro

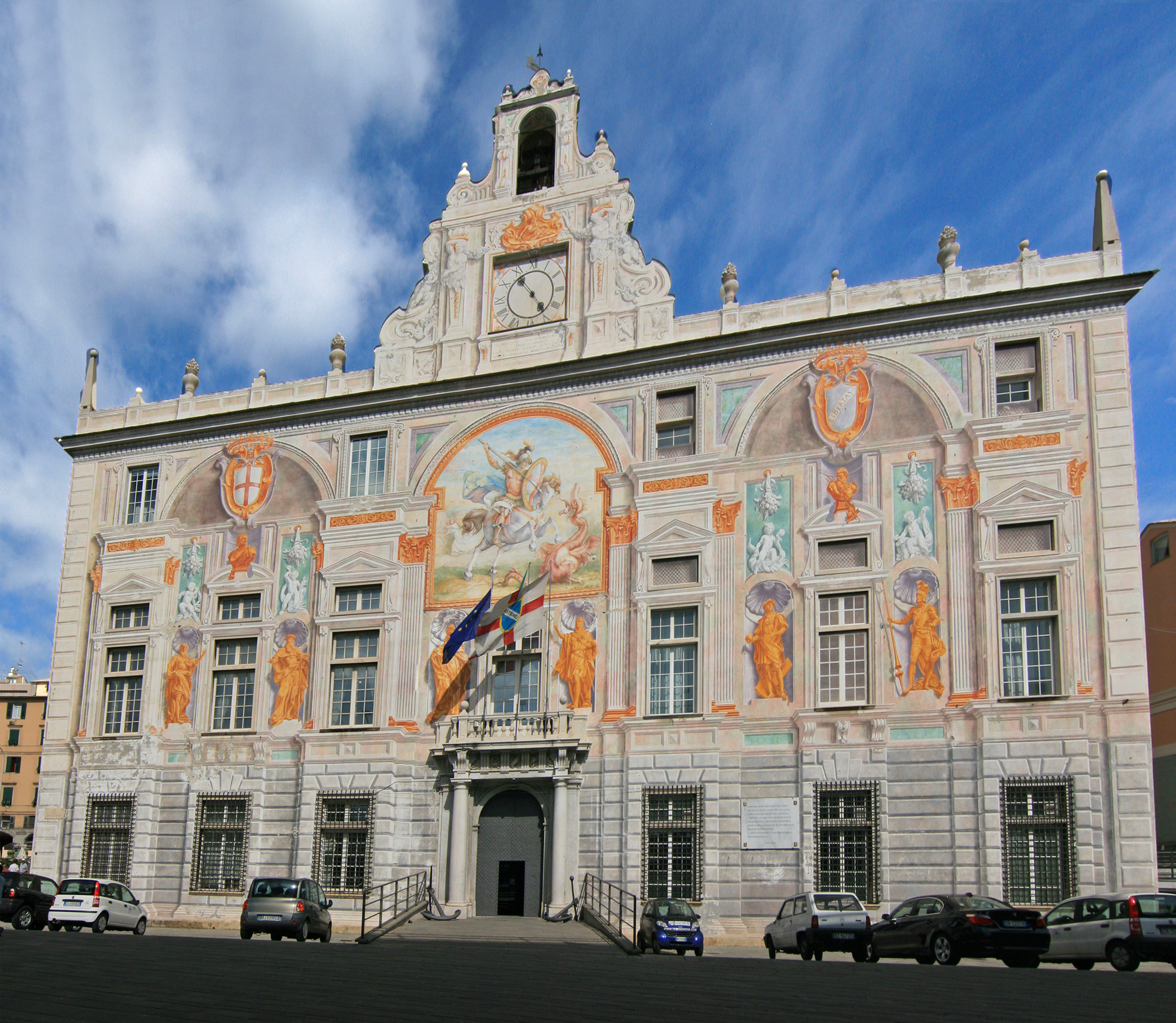
La sede del Banco di San Giorgio di Genova

Alla fine del Cinquecento vennero create le banche pubbliche di deposito e di giro per minimizzare i rischiosi trasferimenti di metalli preziosi: tutti i mercanti di una città depositavano presso il "banco" il loro danaro in monete d'oro e d'argento; i pagamenti fra di loro sarebbero stati effettuati medianti semplici girate sui libri contabili della banca. Questo meccanismo era usato sin dall'Antichità, ma per opera di banchieri individuali, con un notevole rischio in caso di bancarotta degli stessi. Ora, per la prima volta, il banco di deposito e giro era organizzato a proprie spese dallo stato.
Come evidenziato da Adam Smith, le banche pubbliche tenevano i loro conti in "moneta di banco", che era distinta dalla "moneta corrente", di cui non sentiva le oscillazioni dovute alla svalutazione del titolo di metallo prezioso.
Da questo sistema restavano esclusi i pagamenti internazionali, che evidentemente non potevano avvenire mediante partite di giro sulla banca cittadina. Essi avvenivano infatti mediante lettere di cambio. Anche l'incasso delle lettere di cambio fu assunto in via esclusiva dalle banche pubbliche, che in questa funzione furono dette anche "banchi di cambio".
Alla fine del Cinquecento banche pubbliche di deposito, giro e cambio apparvero in tutta Italia: nel 1586 riprese l'attività bancaria la Casa di San Giorgio di Genova, negli stessi anni furono fondate le Tavole pecuniarie di Messina (1587) e Palermo (1552), ma soprattutto nacquero il Banco della Piazza di Rialto di Venezia (1587) e il Banco di Sant'Ambrogio di Milano (1593); pochi anni più tardi furono fondati i banchi annessi al monte di pietà di Napoli e al monte di Santo Spirito a Roma.
All'inizio del Seicento sul modello italiano furono costituite banche di deposito, giro e cambio anche nelle città portuali del Mare del Nord. La prima fu la Amsterdamsche Wisselbank di Amsterdam, fondata nel 1609. La Wisselbank era un banco che accettava in deposito tutte le monete e inoltre ottenne il monopolio dell'incasso delle lettere di cambio (Wisselbank significa proprio "banca di cambio"). Questo istituto divenne la più grande banca del mondo del Settecento. Nelle Province Unite furono successivamente aperti i banchi di Middelburg (1615), Delft (1621) e Rotterdam (1635).
Nel 1584 fallisce il banco Pisani-Tiepolo l'ultima banca privata della Serenissima. A Venezia viene così istituita la banca pubblica in regime di monopolio chiamata Banco della Piazza di Rialto. Nel 1619 a Venezia fu fondato il Banco del Giro, che nel 1637 assorbì il Banco della Piazza di Rialto in dissesto e divenne la nuova banca pubblica della città. Nello stesso anno fu fondato anche il primo banco di giro in Germania, la Hamburger Bank, i cui conti erano tenuti in "marchi di banco" (Mark Banco), insensibili all'inflazione determinata dal corso dell'argento. Questa "moneta di conto" fu utilizzata dai mercanti di tutta la Germania per tenere la contabilità. Due anni dopo, nel 1621, fu fondato anche il Banco Publico di Norimberga. Lo statuto di molte banche pubbliche vietava loro di fare prestiti, di fatto, però, anche le banche cui era proibito concedevano prestiti.

## L'emergere della banca moderna (XVII-XIX secolo)

### La nascita delle banche di emissione
Chi depositava il proprio denaro su di una banca pubblica riceveva come prova del proprio credito delle note di banco (chiamate con vari nomi, ad esempio biglietti di cartulario dalla Casa di San Giorgio), che erano dei titoli di credito i quali potevano essere trasferiti e circolare. D'altra parte note di deposito al portatore erano già state emesse dai prestatori privati sin dall'antichità.

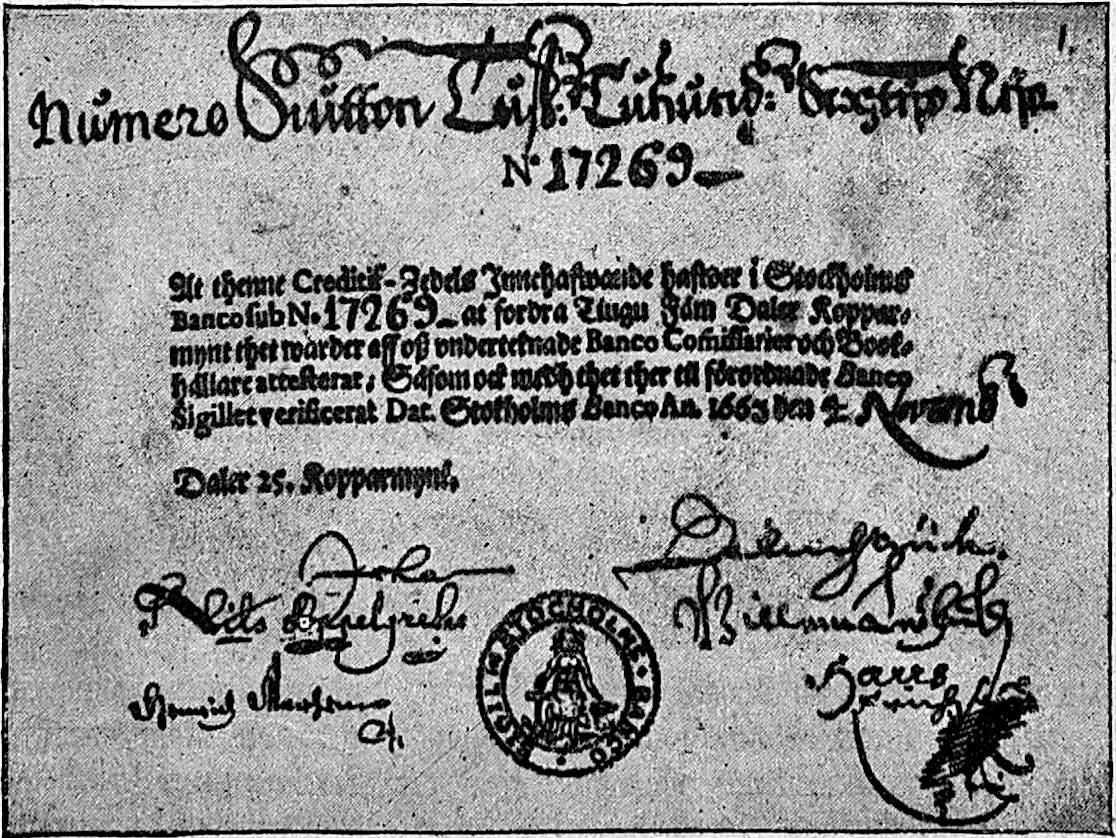
Una "cedola di credito" del 1663, Stoccolma

L'emissione di banconote di taglio fisso da parte delle banche pubbliche in Europa ebbe luogo per la prima volta nella seconda metà del Seicento.
Un primo tentativo di breve durata si ebbe nel 1661 da parte dello Stockholm Banco. Questa emissione di banconote era dovuta alla circostanza particolare della disponibilità di monete in Svezia. Infatti l'importazione di rame a basso costo aveva costretto la Corona svedese ad aumentare continuamente le dimensioni delle monete di rame per conservarne il valore in rapporto all'argento. Il peso raggiunto dalle nuove monete aveva, allora, convinto i commercianti a depositarle in banca in cambio di ricevute. Queste divennero vere e proprie banconote quando il governatore del Banco scollegò la quantità di banconote emesse dalle effettive riserve di metallo custodite. Tre anni dopo il Banco fallì in seguito all'artificiale offerta di moneta attraverso la stampa su larga scala di cartamoneta. Nel 1668 fu fondata una nuova banca centrale, la Riksens Ständers Bank, che non emise banconote fino alla metà dell'Ottocento.
La prima banca a emettere banconote in modo costante fu la Bank of England, fondata nel 1694. Essa fu fondata come società fra 1.268 sottoscrittori di un grosso prestito allo Stato, necessario a ricostruire la flotta dopo la sconfitta di Capo San Vincenzo nella Guerra della lega di Augusta.
La società si chiamava ufficialmente The Governor and Company of the Bank of England e aveva un capitale di 1,2 milioni di sterline, sul quale lo Stato versava un interesse dell'otto per cento annuo.
Nel 1695 l'istituto ottenne anche il privilegio di emettere cartamoneta pagabile a vista al portatore. Le banconote erano inizialmente scritte a mano per un valore corrispondente all'importo depositato o prestato. Gradualmente si passò all'emissione di banconote di valore fisso, e dal 1745 furono stampate banconote standardizzate per valori da £20 a £1.000.
In Scozia furono fondate due banche d'emissione: la Bank of Scotland del 1696, sospetta di simpatie giacobite, e la Royal Bank of Scotland del 1727.
In Francia la nascita della banca nazionale fu molto più travagliata. Nel 1674 fu fondata su ispirazione del ministro Colbert la Caisse de Prêts, che però fallì nel 1680. Nel 1716 fu la volta della Banque Générale di John Law, che nel 1719 ottenne la protezione reale e ribattezzata Banque Royale: l'anno successivo l'istituto fu travolto da una memorabile bancarotta per aver stampato cartamoneta in eccesso. Nel 1776 fu fondata la Caisse d'escompte, che dichiarò bancarotta quando il Re non poté rimborsare i prestiti, nel 1793, in seguito al dissesto finanziario che portò alla Rivoluzione francese. Nel 1800, per volontà di Napoleone, nacque infine la Banque de France in forma di società per azioni.
Intanto, nel 1782 era stato fondato il Banco Nacional de San Carlos di Madrid, in forma di società per azioni, progenitore del Banco de España.

### La finanza ebraica e protestante

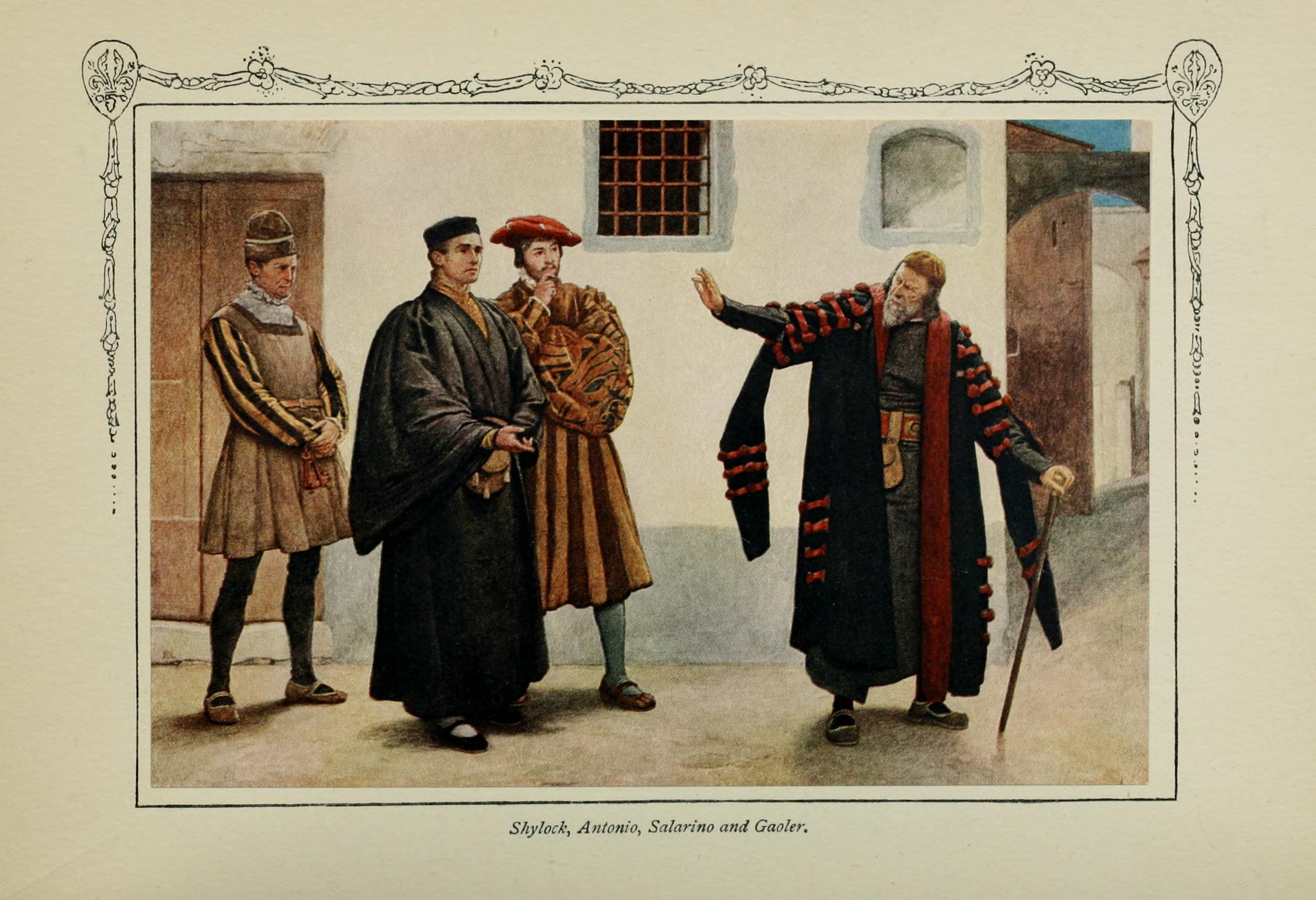
Il Mercante di Venezia di W. Shakespeare

La proibizione ai cristiani di prestare soldi in cambio di un tasso di interesse dura per tutto il Medioevo. Le continue persecuzioni ebraiche in tutta Europa fecero affluire molte persone di origine Ebraica nella Repubblica di Venezia. Nel 1516 per la prima volta viene istituito il Ghetto di Venezia. In tale zona della città veniva puntualmente praticata l'attività dei prestatori di denaro contro interesse alle persone di religione non ebraica, seppur tale attività veniva già praticata nel XIV secolo . Bisogna aggiungere che agli Ebrei del Ghetto erano proibiti la maggior parte dei lavori o attività riservate ai cattolici. Tale ulteriore motivo sviluppò la finanza ebraica in maniera così forte da essere importantissima anche per la sopravvivenza della Repubblica di Venezia stessa.  Oltre al mercato di Rialto vi erano altresì dei banchi nel Ghetto. Questi tre banchi, il rosso il verde e il nero, sopravvissero fino alla Caduta della Repubblica di Venezia nel 1797. Il Banco Rosso è ancora oggi in campo del Ghetto Novo. Alcuni storici afferlmano banco rosso sia uno dei primi banchi di pegni ebraici al mondo e il suo nome deriva dalla ricevuta di colore rosso che i clienti ricevevano quando lasciavano in pegno un oggetto. Sembra che il termine bancario "andare in rosso", derivi proprio da questo antico banco di pegni veneziano.

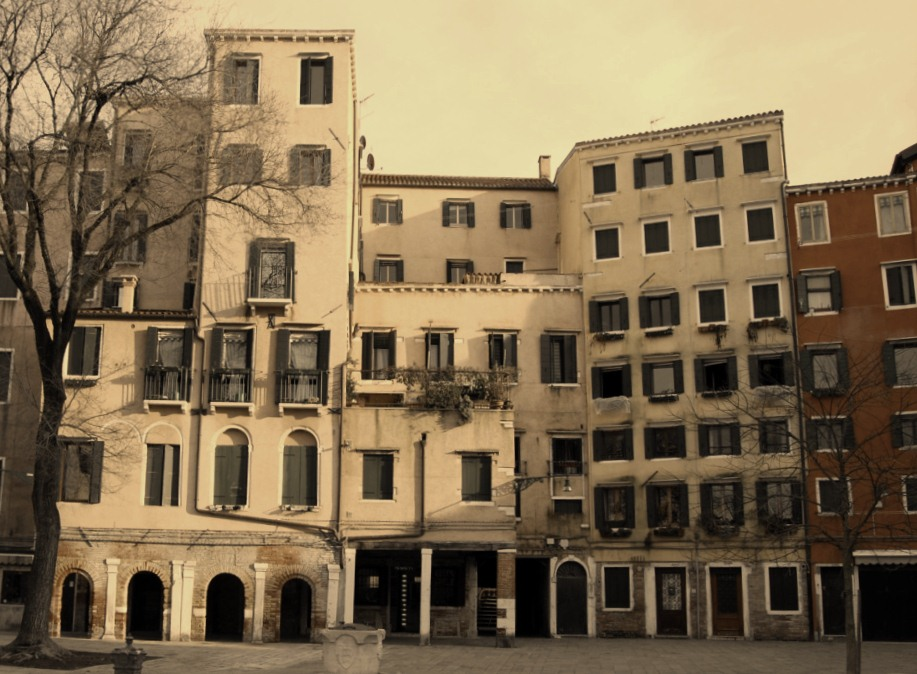
Il Banco Rosso nel Ghetto di Venezia

Il tramonto dell'impero spagnolo (puntellato da ben cinque bancarotte dello stato fra il 1557 e il 1627) aveva portato alla decadenza della finanza cattolica, sia italiana sia augustana, che intorno a tale impero aveva prosperato; e fece emergere nuovi centri finanziari, legati alle nazioni in cui stava avvenendo la Rivoluzione industriale: Germania, Francia, Inghilterra, e più tardi gli Stati Uniti d'America.
Nel Sei-Settecento presso le corti dei piccoli sovrani tedeschi venne spesso affidata ai cosiddetti ebrei di corte  l'attività di consulenti finanziari del sovrano, di banchieri dello stato, di gestori della zecca.
Un ebreo al servizio di un sovrano tedesco, il langravio Guglielmo I d'Assia-Kassel, era stato all'inizio della sua carriera anche Mayer Amschel Bauer, il fondatore della dinastia Rotschild. Questa fu la più grande casa bancaria dell'Ottocento, con sede a Francoforte e filiali a Londra, Parigi, Vienna e Napoli.
Altre grandi famiglie di banchieri tedeschi di origine ebraica furono gli Oppenheim di Colonia, i Warburg di Amburgo, i Mendelssohn di Berlino.
Nelle città anseatiche si era sviluppata anche una finanza cristiana (luterana), di cui sono esponenti, ad esempio, i Berenberg.
Nello stesso periodo in Francia ebbero un ruolo di rilievo i banchieri ginevrini, di fede calvinista, alcuni dei quali ebbero anche un ruolo politico, come Jacques Necker e Jean-Frédéric Perregaux. Nell'Ottocento divennero importanti famiglie ebraiche come i Rotschild, i Lazard e gli Stern. Le famiglie di origine ginevrina ed ebraica continuarono ad avere un ruolo significativo nella "haute banque" francese.
In Inghilterra bisogna ricordare l'ascesa della famiglia Baring, che fondò la propria banca nel 1762.
Negli Stati Uniti dopo la fine della Guerra di Secessione nacquero le banche private di John Pierpont Morgan, Anthony Joseph Drexel, George Peabody.

### Le banche commerciali
Intorno alla metà dell'Ottocento, nell'ambito di quella che viene chiamata "seconda rivoluzione industriale", le imprese ebbero bisogno di capitali molto più grossi che in passato, capitali che non avevano a disposizione le vecchie banche private, nemmeno le più importanti e nemmeno se si univano più famiglie. Furono pertanto costituiti veri istituti bancari dotati di grandi capitali, sottoscritti da molti azionisti. Queste banche, infatti, erano costituite in forma di società per azioni, la cui costituzione proprio a partire dalla metà dell'Ottocento non era più sottoposta a particolari autorizzazioni.
Ancor maggiore fu l'espansione della cosiddetta "raccolta bancaria". Infatti le banche private, oltre ai capitali dei proprietari potevano aggiungere solo quelli depositati presso di loro da una selezionata clientela, appartenente all'alta società. Invece, i nuovi istituti di credito stabilirono una rete di agenzie diffuse nelle città di provincia, e in questo modo poterono raccogliere i risparmi del ceto medio.
Fra la fine dell'Ottocento e l'inizio del Novecento in ogni paese industrializzato si affermarono poche grandi banche di livello nazionale. Le big fives inglesi dagli anni venti erano la Midland Bank, la Barclays Bank, la Lloyds Bank, la Westminster Bank e la National Provincial Bank (fusesi nel 1970 nella National Westminster Bank). Le big four fra le commercial banks degli Stati Uniti sono considerate Bank of America, Citibank, Wells Fargo e Chase National Bank, le quali hanno assorbito negli anni altri istituti.
In Svizzera le maggiori banche erano l'Unione di Banche Svizzere, la Società di Banca Svizzera e il Credit Suisse. In alcuni paesi si affermò il modello della cosiddetta "banca universale", che oltre all'attività di deposito, sconto e anticipazioni, erogava anche finanziamenti alle imprese a medio e lungo termine, e in alcune nazioni assumeva partecipazioni nelle imprese stesse: in Belgio, Germania, Italia e Austria. In Belgio c'erano due principali istituti di questo tipo: la Société générale de Belgique e la Banque de Belgique.
In Germania c'erano inizialmente sei Grossbanken: Deutsche Bank, Commerzbank, Dresdner Bank, Disconto-Gesellschaft, Nationalbank für Deutschland, Berliner Handelsgesellschaft, poi ridotte di numero in seguito a fusioni. In Italia furono dichiarate "banche d'interesse nazionale" la Banca Commerciale Italiana, il Credito Italiano e il Banco di Roma.
In Austria il modello della banca universale ebbe il suo maggior esempio nel Creditanstalt.
In Giappone il legame fra banche e industrie era ancora più stretto: infatti quattro delle grandi banche appartenevano ai maggiori zaibatsu: Mitsubishi Ginkō, Mitsui Ginkō, Sumitomo Ginkō e Yasuda Ginkō (poi ribattezzata Fuji Ginkō). Solo la Dai Ichi Ginkō non era legata a nessun gruppo industriale. Infine c'era la Yokohama Specie Bank (poi Tōkyō Ginkō) che aveva uno speciale statuto come banca per il commercio estero.
In Francia dopo il fallimento del Crédit mobilier, nel 1867, che era stata una banca universale, si affermò la separazione fra le banques de dépôt e le banques d'affaires. Le più importanti del primo tipo erano il Crédit Industriel et Commercial, la Société Générale, il Crédit Lyonnais e il Comptoir national d'escompte de Paris (che nel 1966 si fonderà con la Banque nationale pour le commerce et l'industrie per dar vita alla Banque nationale de Paris). Del secondo tipo era la Banque de Paris et des Pays Bas.

### Casse di risparmio e banche popolari

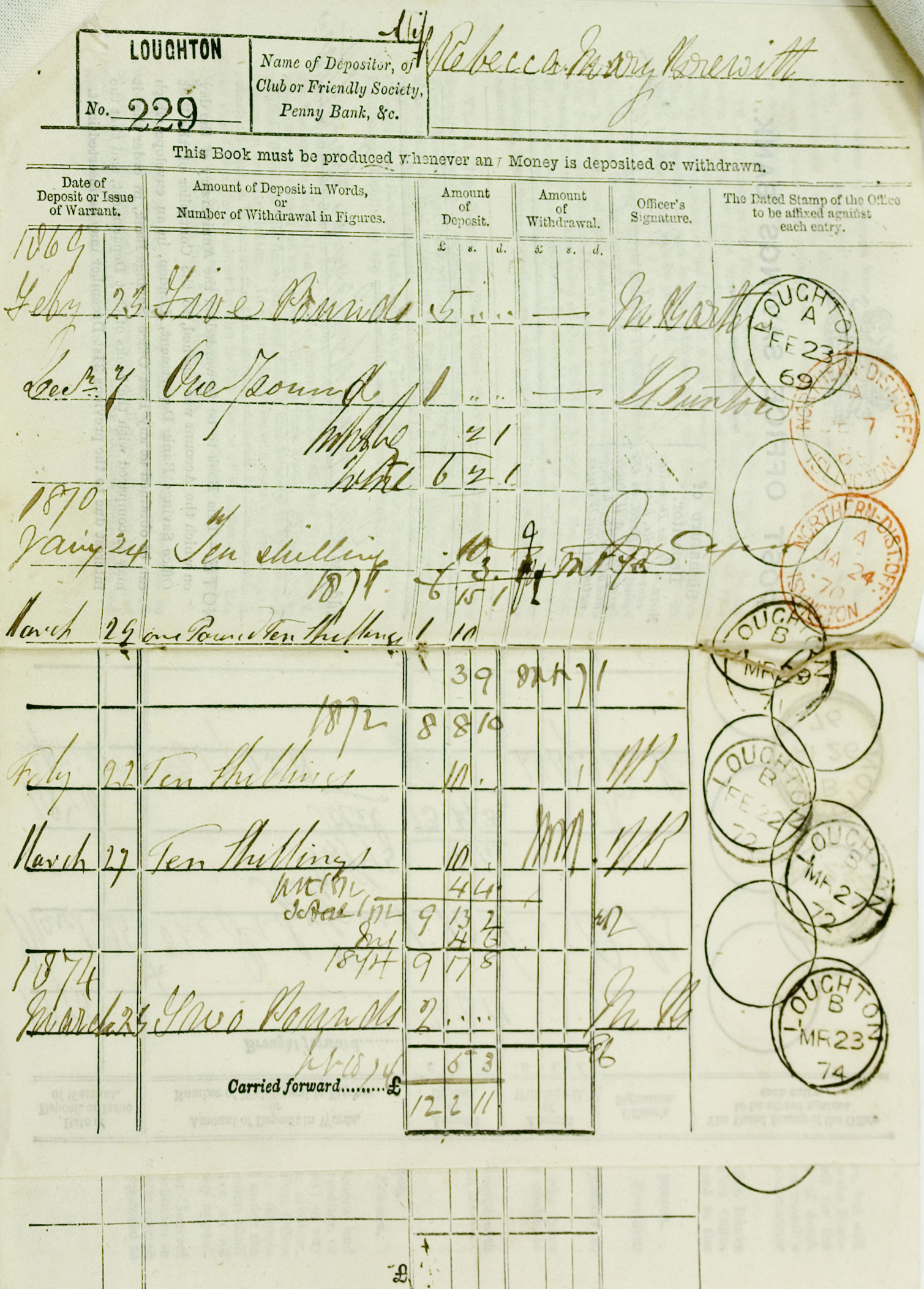
Il libretto di risparmio di un cliente

Accanto alle banche di credito ordinario nel corso dell'Ottocento nacquero varie tipologie di banche che venivano incontro alle esigenze dei piccoli risparmiatori e dei piccoli imprenditori, trascurati dalle grandi banche. La prima categoria a nascere furono le casse di risparmio (in tedesco Sparkassen; in francese caisses d'épargne; in inglese Mutual saving banks; in spagnolo Cajas de Ahorros), specializzate nei depositi a risparmio. La prima nel mondo è considerata la Hamburger Ersparungkasse del 1775, in Italia le prime furono le casse di Venezia, Padova e Rovigo nel 1822 e la Cassa di Risparmio di Milano nel 1823.
Anche l'altro tipo di banca destinata ai piccoli risparmiatori nacque in Germania, a metà Ottocento, dove Franz Hermann Schulze-Delitzsch e Friedrich Wilhelm Raiffeisen propugnarono la costituzione di banche in forma di cooperative. Il primo è l'ideatore delle "banche popolari" (in tedesco Volksbanken; in francese Banques Populaires; in inglese Credit Unions), destinate soprattutto ai piccoli imprenditori delle città. In Italia la prima fu la Banca Popolare di Lodi del 1864. Qualcuna di esse arrivò a occupare un posto fra le maggiori banche del proprio paese, come la Banca Popolare Svizzera. Dall'idea di Raiffeisen nacquero invece le "casse rurali" (in tedesco Raiffeisenbanken o Raiffeisenkassen), create per i coltivatori diretti e diffuse nelle aree rurali. In alcune nazioni esse sono diventate colossi bancari, come Crédit mutuel e Crédit Agricole in Francia o Rabobank in Olanda.

### Sistema di risparmio postale
Un'attività analoga di raccolta del risparmio mediante libretti vincolati fu svolta dagli uffici postali, che potevano raggiungere i piccoli risparmiatori sparsi nelle periferie cittadine e nei piccoli paesi. In Italia le casse di risparmio postali furono create per iniziativa di Quintino Sella nel 1875: esse conferivano i risparmi raccolti alla Cassa Depositi e Prestiti. Questa era stata fondata sul modello francese della Caisse des dépôts et consignations (1816), la quale raccoglieva il denaro delle casse di risparmio e successivamente anche dei depositi postali, per finanziare le opere pubbliche.

## XX secolo

### La crisi del '29 e le riforme bancarie

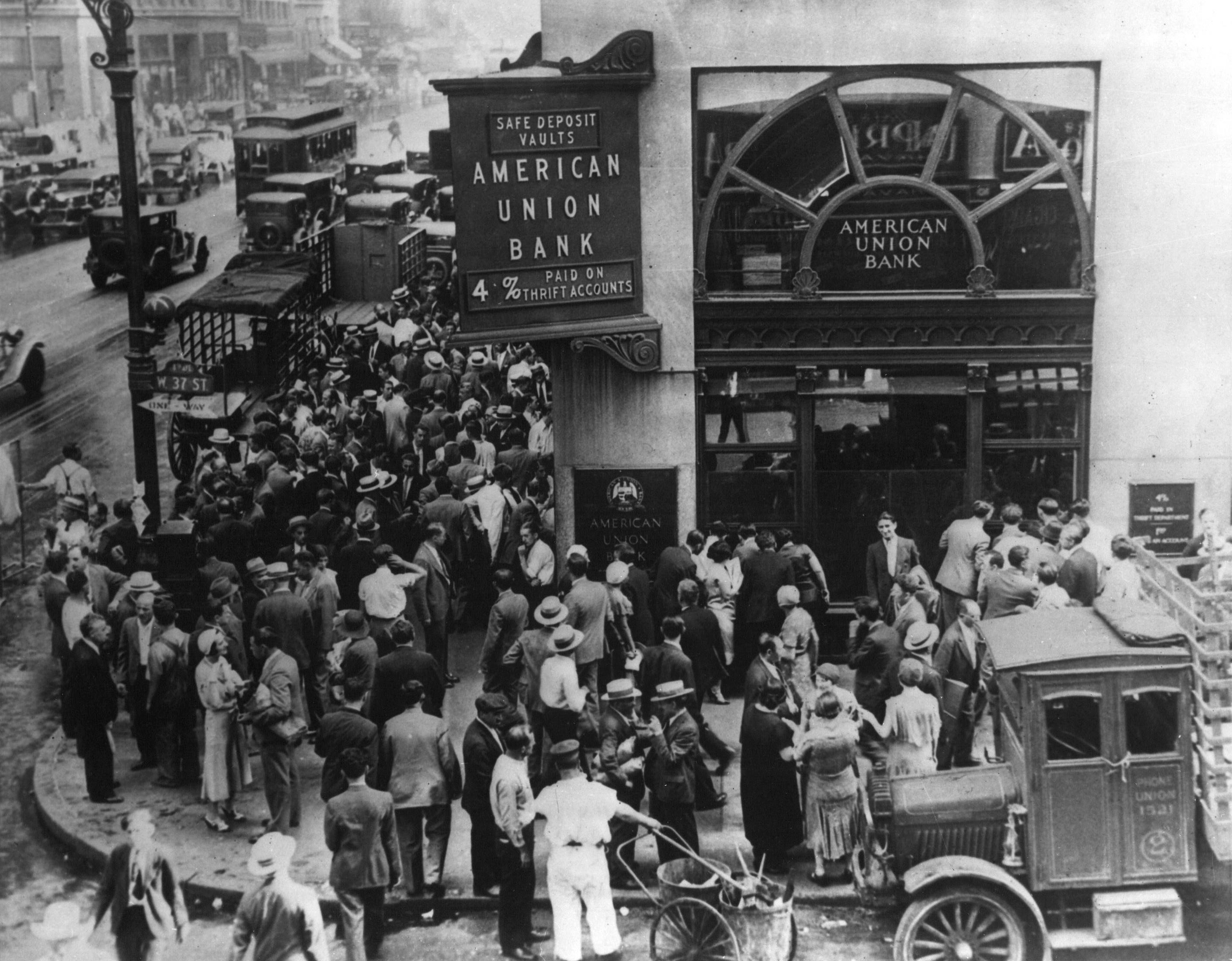
Folla all'American Union Bank di New York durante una corsa agli sportelli all'inizio della Grande Depressione

La crisi del 1929 travolse il sistema bancario, infatti il modello della banca universale aveva fatto sì che il crollo dei titoli di borsa travolgesse anche le banche che avevano forti legami con le industrie.
Per evitare in futuro un simile disastro, in alcune nazioni fu abbandonato il modello della banca universale e fu imposta la distinzione fra banche di deposito, che raccoglievano il risparmio presso la clientela e non potevano detenere partecipazioni nelle imprese, e banche d'affari, specializzate nel credito a medio e lungo termine.
Questa separazione si realizzò con caratteri specifici nelle diverse nazioni.
Negli Stati Uniti il Glass-Steagall Act del 1933 impose la divisione fra commercial banks che raccoglievano i depositi, ma li potevano reimpiegare solo in titoli di stato, e Investment banks che potevano operare liberamente su titoli e partecipazioni societarie, ma non potevano raccogliere depositi. La storica banca d'affari
JP Morgan scelse di diventare una banca commerciale, mentre si affermarono come merchant banks Morgan Stanley, First Boston, Kuhn Loeb & Co., Dillon Read, Salomon Brothers, Goldman Sachs, Lehman Brothers, Merrill Lynch.
In Italia la "legge bancaria" (R.D.L. nº 375 del 12 marzo 1936 e altri, convertiti, con modificazioni, in legge 7 marzo 1938, n. 141) trasformò la Banca d'Italia in istituto di credito di diritto pubblico, ovvero di proprietà pubblica, in quanto gli azionisti privati furono espropriati e le loro quote assegnate a enti pubblici. Con altri decreti dello stesso anno fu imposta la separazione fra "banche di credito ordinario" che raccoglievano presso la clientela e prestavano solo a breve termine (credito per liquidità), e gli "istituti di credito a medio e lungo termine", specializzati nel credito per investimenti. Questi ultimi erano controllati dalle banche di credito ordinario: fra di essi Mediobanca, partecipata dalle banche di interesse nazionale, fra gli anni sessanta e l'inizio degli ottanta sotto la guida di Enrico Cuccia ebbe un ruolo di "arbitro" dell'economia italiana per alcuni decenni. La legge bancaria italiana impose inoltre (e soprattutto) la separazione fra banche e imprese: le banche non potevano partecipare al capitale delle industrie e viceversa.
In Germania, invece, il Kreditwesengesetz del 1934 non abolì il sistema della banca universale, ma introdusse meccanismi di vigilanza e di assicurazione sui conti correnti.
La riforma bancaria in Francia fu attuata con le leggi 2 dicembre 1945 e 1º gennaio 1946: in questo paese erano già tradizionalmente separate le banche di deposito e quelle d'affari, la riforma perciò consistette nella nazionalizzazione sia della Banque de France, sia delle quattro maggiori banche di deposito (Lyonnais, SocGen, CNEP, BNCI).
Nel 1946 il governo laburista di Clement Attlee nazionalizzò anche la Banca d'Inghilterra mediante il "Bank of England Act".
In Giappone la legge bancaria fu emanata nel 1948, durante l'occupazione americana, e, a imitazione del Glass-Steagall Act, imponeva alle banche ordinarie di non reinvestire i risparmi dei correntisti se non in titoli di stato.
Nel 1952 fu emanata la legge che istituiva le banche di credito a lungo termine: Nippon Kangyō Ginkō, Nippon Kogyō Ginkō e
Nippon Chōki Shin'yō Ginkō.
In Germania gli istituti di credito a lungo termine furono fondati negli anni della Ricostruzione: nel 1948 il Kreditanstalt für Wiederaufbau, nel 1949 la Industriekreditbank e nel 1952 l'Ausführkredit.

### La Banca Mondiale e lo sviluppo della tecnologia dei pagamenti

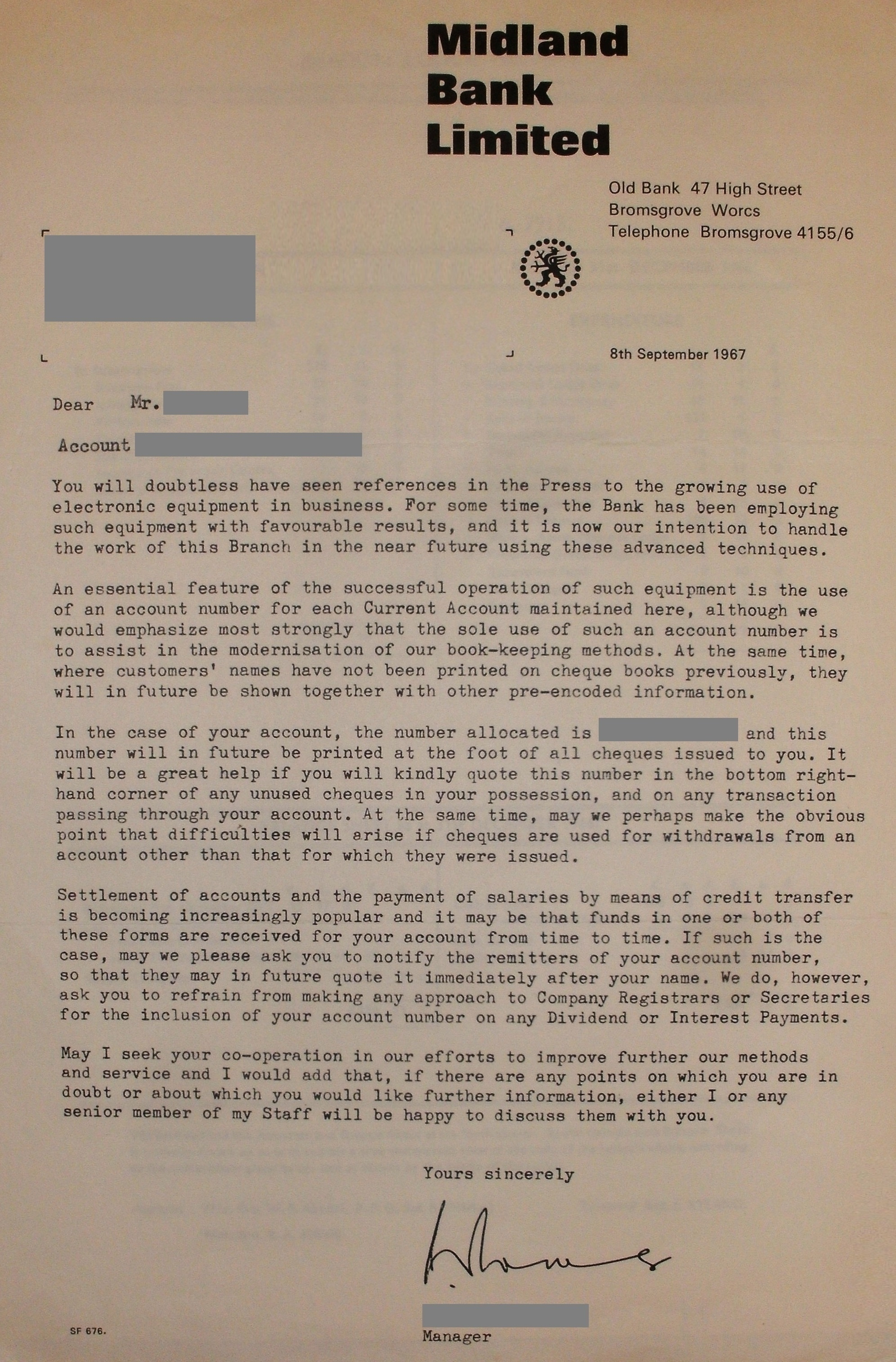
Lettera del 1967 della Midland Bank a un cliente, informandolo dell'introduzione dell'elaborazione automatica dei dati.

Nel secondo dopoguerra e con gli accordi di Bretton Woods nel 1944 vennero create due organizzazioni: il Fondo Monetario Internazionale (FMI) e la Banca Mondiale. Incoraggiate da queste istituzioni, le banche commerciali iniziarono a concedere prestiti agli stati del terzo mondo. Ciò avvenne nello stesso momento in cui l’inflazione iniziò a salire in Occidente. Il gold standard fu infine abbandonato nel 1971 e un certo numero di banche furono colte di sorpresa e fallirono a causa del default del debito dei paesi del terzo mondo.
Questo fu anche un periodo di crescente utilizzo della tecnologia nel settore bancario. Negli anni '60 furono sviluppati i primi sportelli automatici. Le banche iniziarono a investire nella tecnologia informatica per automatizzare gran parte del lavoro, dando inizio a uno spostamento dalle banche con un ampio personale amministrativo a banche con nuovi sistemi automatizzati. Nel 1973 è stata istituita la rete internazionale di pagamento SWIFT.

### Deregolamentazione e globalizzazione

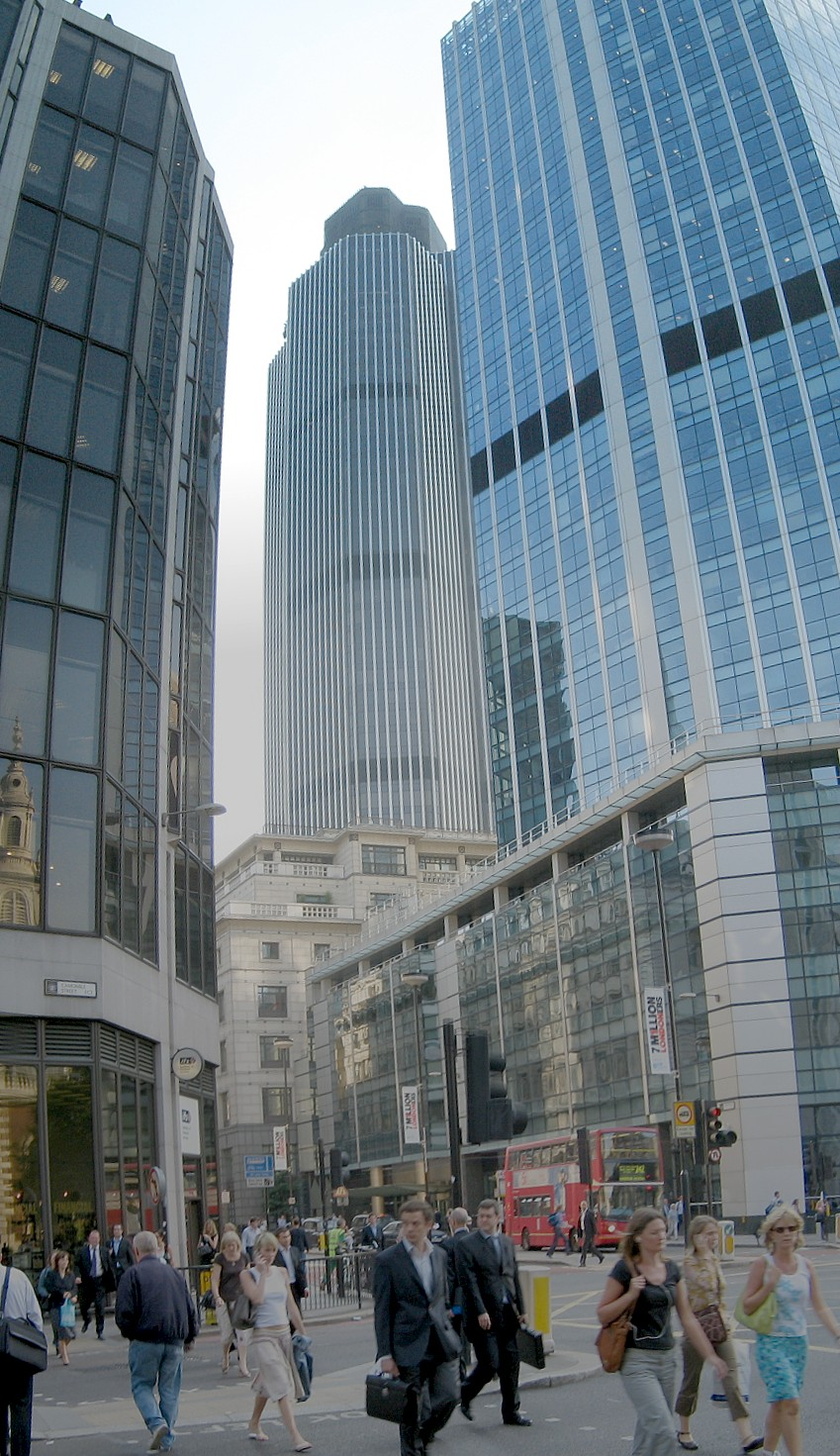
Bishopsgate, nella Città di Londra.

L'affermazione mondiale della teoria neoliberista negli anni novanta ha portato a riforme bancarie di segno opposto rispetto a quelle di metà Novecento: esse hanno abolito la separazione fra banche di investimenti e banche ordinarie, e hanno nuovamente permesso l'acquisizione di partecipazioni industriali da parte degli istituti di credito. In questo senso hanno operato il Testo Unico Bancario del 1993 in Italia, e il Gramm-Leach-Bliley Act del 1999 negli USA, che ha abrogato la legislazione Glass-Seagall.
Il neoliberismo, abolendo le ingerenze degli Stati, unito alla cosiddetta "globalizzazione dei mercati" sempre più interconnessi, hanno portato le banche a fondersi fra di loro per sostenere la concorrenza in un mercato unico planetario, dando vita a colossi finanziari diventati troppo grandi per essere lasciati fallire. All'interno di questo processo si è inserita anche l'Unione economica e monetaria dell'Unione europea.
In Italia in seguito a una serie di fusioni sono nati due colossi: Intesa SanPaolo è l'erede di banche storiche come la Banca Commerciale Italiana, la Cassa di Risparmio delle Province Lombarde, il Banco Ambrosiano, l'Istituto Bancario San Paolo di Torino, l'Istituto Mobiliare Italiano e il Banco di Napoli. L'UniCredit è il successore del Credito Italiano, del Banco di Roma, del Banco di Sicilia. In Spagna il Banco de Bilbao si è fuso con il Banco de Viscaya e Argentaria, mentre il Banco de Santander ha assorbito il Banco Central e il Banco Hispanoamericano. In Francia il Crédit Agricole ha preso il controllo del Crédit Lyonnais, mentre il Crédit Mutuel ha preso quello del Crédit Industriel et Commercial. Inoltre, tutte le banche popolari e le casse di risparmio si sono fuse insieme, dando vita al gigante Banque populaire caisse d'èpargne. La Banque Nationale de Paris, da parte sua, si è fusa con la Banque de Paris et des Pays Bas per creare BNP Paribas, e questa ha successivamente acquisito in Italia la Banca Nazionale del Lavoro. Solo la Société Générale non è stata oggetto di grosse fusioni fra i cinque maggiori gruppi bancari francesi. In Svizzera la UBS ha assorbito la SBS, mentre il Crédit Suisse ha assorbito la Banque Populaire Suisse. In Germania la Dresdner Bank è stata assorbita dalla Commerzbank, riducendo a due le Grossbanken tedesche: Deutsche e Commerz. La banca delle poste olandesi è diventata il colosso ING Groep, che ha successivamente acquisito le banche d'affari Barings e Lambert. Nel Regno Unito si parla ormai di big four con riferimento a Hong Kong and Shanghai Banking Corporation (che ha assorbito la Midland), Barcklays, Royal Bank of Scotland (che controlla NatWest) e Lloyds Bank. Negli Stati Uniti JPMorgan si è fusa con la Chase, dando vita alla JP Morgan Chase. In Giappone Mitsubishi e Tokyo sono confluite nella Mitsubishi UFJ Financial Group; mentre Sumitomo e Mitsui hanno dato vita alla Sumitomo Mitsui Banking Corporation. Il Mizuho Financial Group, infine,  è il successore di istituti storici come la Fuji, la Dai-Ichi, la Nippon Kangyō Ginkō e la Nippon Kogyō Ginkō.
Alla fine di questo processo di fusioni e acquisizioni si è formato un gruppo di trenta maggiori banche mondiali, considerate "sistemiche" dal Financial Stability Board. Le fusioni non hanno risparmiato le banche di emissione. La globalizzazione e la necessità di competere su mercati sempre più allargati hanno indotto molte nazioni dell'Unione europea ad unire le proprie valute e conseguentemente i propri istituti di emissione, dando vita alla Banca Centrale Europea.

## XXI secolo
Il primo decennio del 21º secolo ha visto il culmine dell’innovazione tecnica nel settore bancario negli ultimi 30 anni e ha visto un importante passaggio dal sistema bancario tradizionale all’internet banking. A partire dal 2015 sviluppi come l’open banking hanno reso più facile per terzi l’accesso ai dati delle transazioni bancarie e hanno introdotto standard API e modelli di sicurezza.

### La crisi del 2008

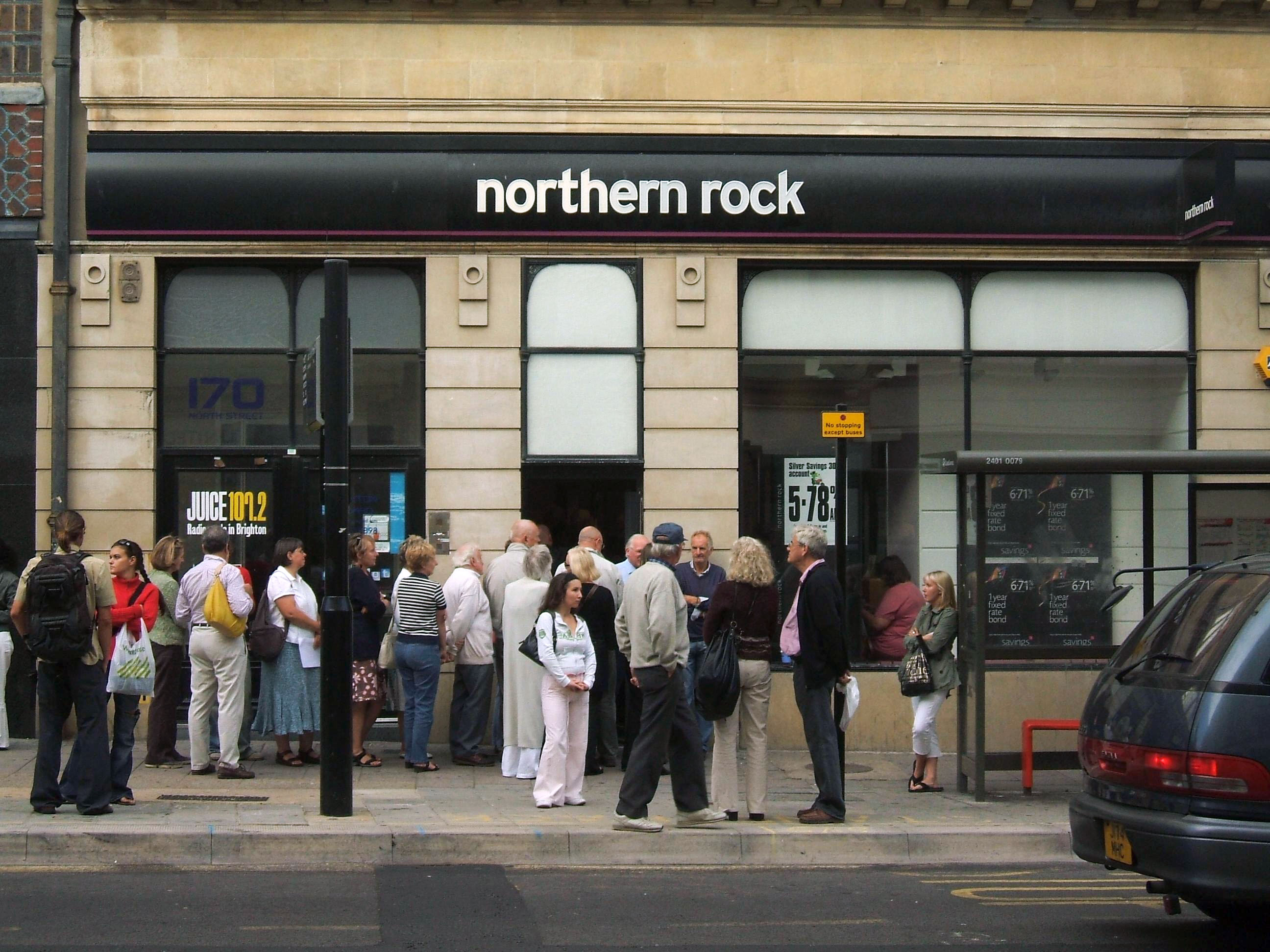
Corsa agli sportelli del 2007 nel Regno Unito.

Come la crisi del '29, anche la crisi del 2008 ha gravemente colpito il sistema bancario: Lehman Brothers è fallita, mentre altre banche sono state "salvate". In alcuni casi il bail-out è stato effettuato da banche più solide, in particolare Merrill Lynch si è accorpata con la Bank of America, mentre Morgan Stanley è stata salvata da un investimento del Mitsubishi UFJ Financial Group. Analogamente in Gran Bretagna la Bank of Scotland è diventata una controllata della Lloyd Bank, grazie a una sospensione della normativa britannica sulla concorrenza. In altri casi è dovuto intervenire lo stato. Un'agenzia federale ha dovuto rilevare i due istituti specializzati in ipoteche Fannie Mae e Freddie Mac.. Goldman Sachs è stata salvata congiuntamente da Berkshire Hathaway e dal Tesoro degli Stati Uniti. Analogamente un'agenzia del governo britannico ha effettuato investimenti nella Royal Bank of Scotland, in cambio del quale ha ricevuto l'84% delle azioni. La Banca Nazionale Svizzera ha salvato la UBS e il governo olandese ha fatto un prestito per salvare ING. In ogni caso, Goldman Sachs e Morgan Stanley, le ultime due investment banks statunitensi rimaste autonome, hanno annunciato che sarebbero diventate banche ordinarie sotto la vigilanza della Federal Reserve, annullando così, dopo 75 anni, la distinzione fra merchant banks e retail banks.